# Lemeztektonika

A Föld tektonikai lemezeit a 20. század második felében térképezték fel.

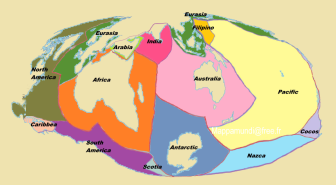
A lemezek területtartó ábrázolása

A lemeztektonika (tektonika, görög τέκτων, tektōn "építő" vagy "kőműves" szóból) geológiai elmélet, amely a Föld litoszférájának nagy léptékű mozgásait magyarázza. Magába olvasztotta és meghaladta a kontinensvándorlás kora 20. századi és a tengeraljzat-szétterülés 1960-as években kifejlesztett elméleteit.
A Föld külső része alapvetően két rétegből épül fel:
- Felül helyezkedik el a litoszféra, amely a földkéregből, illetve a földköpeny felső, szilárd részéből áll.
- A litoszféra alatt fekszik az asztenoszféra, amely az emelkedő hőmérséklet ellenére még mindig szilárd, de mégis van egy minimális viszkozitása és a földtörténet időléptékében folyadékként viselkedik. (A földköpenynek az asztenoszféra alatti része szilárdabb, nem mert hidegebb, hanem a magas nyomás miatt).

A litoszféra tektonikai lemezeknek nevezett darabokra töredezett, ezekből a Földön hét nagyot és sok kisebbet ismerünk. E lemezek az asztenoszférában úsznak, emberi mértékkel nagyon lassan, hiszen az asztenoszféra folyóssága a köznapi értelemben folyadéknak tartott anyagokéhoz képest nagyon alacsony. A lemezek vízszintes irányú mozgásának sebessége tipikusan évi 0,66-8,5 centiméter. A mozgás sebessége nagyon változó lehet. A Dekkán mintegy 40 millió év alatt 6000 kilométert tett meg, míg a Csendes-óceáni-lemez 50 millió év alatt 3000 km-t.
Az egymáshoz képest végzett mozgás típusa szerint háromféle lemezszegélyt különböztetünk meg: konvergens vagy ütköző szegélyt, divergens vagy széttartó szegélyt, illetve amikor a lemezek egymás mellett elhaladnak, súrlódó szegélyt. A lemezszegélyek mentén földrengések, vulkáni tevékenység, hegységképződés, illetve óceáni árok képződés léphet fel.

## A lemeztektonika alapvetése

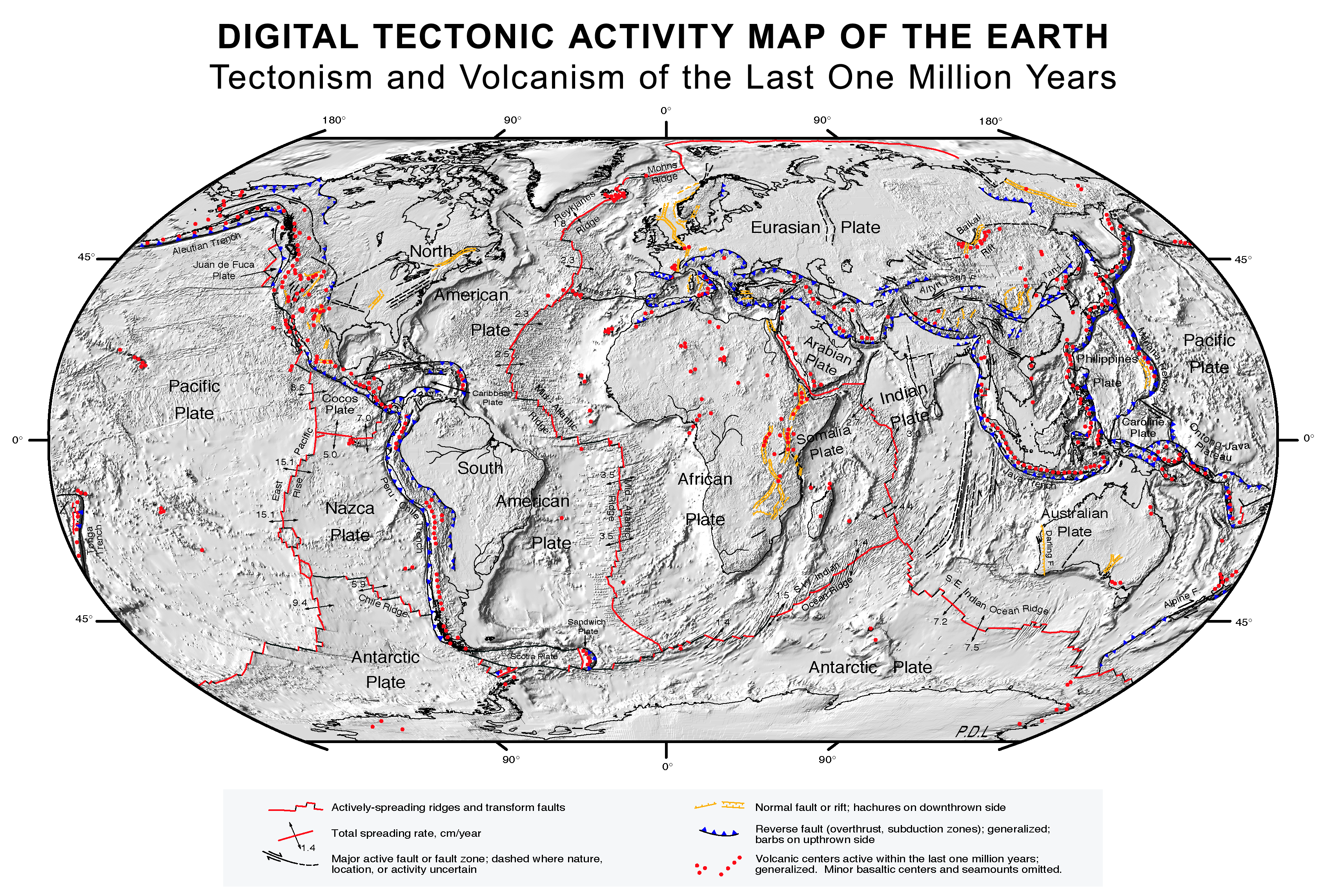
A kéreg darabjai a tektonikus aktivitás jelölésével

A 20. század folyamán bebizonyosodott, hogy a földkéreg nem szilárd és homogén struktúra, hanem felaprózódott, mozgékony és instabil szerkezet. A földkéreg hét nagy lemezből és néhány kisebből áll, ezek mozgásban vannak, és mozgásaik által időben változó fizikai tulajdonságúak (méret, elhelyezkedés, sűrűség stb.).
1. Antarktiszi-lemez;
2. Csendes-óceáni-lemez;
3. Dél-amerikai-lemez;
4. Észak-amerikai-lemez;
5. Afrikai-lemez;
6. Eurázsiai-lemez (ez két összeforrt lemezből áll, az Európai-lemezből és az Ázsiai-lemezből, amelyek szintén több ősmasszívumból álltak össze);
7. Ausztrál–Indiai-lemez.[1]

A számos kisebből néhány:
- Hellén–Török-lemez;
- Iráni-lemez;
- Arábiai-lemez;
- Juan de Fuca-lemez (Oregontól nyugatra);
- Karibi-lemez;
- Nazca-lemez;
- Kókusz-szigeteki-lemez;
- Scotia-lemez;
- Fülöp-lemez.

A hét nagyobb lemez hat kontinenst hordoz és egy hatalmas óceánt. A lemezek szegélyeit árkos törések és/vagy hegységek alkotják.

## Az elmélet rövid története
A lemeztektonikai elmélet előzménye a kontinensvándorlás elmélete, amelyet számos előzményt követően Alfred Wegener fejtett ki először egybefüggő tudományos hipotézis formájában az 1910-es évek elején. Téziseit az 1915-ben kiadott A kontinensek eredete című könyvében fejtette ki. E korai elmélet szerint a kontinensek valamikor egybefüggő tömböt alkottak és darabjaik később sodródtak szét.
A Wegener-féle elmélet, mivel nem rendelkezett megfelelő bizonyítékokkal, különösképpen arra nézve, hogy milyen erő mozgatja a kontinenseket, így évtizedekig nem vált általánosan elfogadottá. Az 1960-as években azonban megszületett a tengeraljzat szétterülés elmélete a vulkáni tevékenység okozta óceánfenéki kéregformálódás hatásairól, amit gyakran Harry Hammond Hess nevéhez kötnek, bár először Robert S. Dietz fogalmazta meg. Ez utóbbi elmélet sokat segített a kontinensek mozgásáról szóló teória elfogadtatásában.
A lemeztektonika gyorsan elfogadottá vált, miután felismerték, hogy az óceánfenéki lemezszegélyek mentén a két oldalukon fellépő azonos mágneses töltés sávjai párhuzamosan és összerendelhetően jelentkeznek. Ez azt jelenti, hogy az óceáni árok két oldalán az azonos korú képződmények azonos polaritásúak és egymással párhuzamosan, időben visszafelé haladva a térben is egyre távolabb vannak az óceáni hátságtól. Jelentős szerepe volt a lemeztektonikai elmélet kialakulásában többek közt a Wadati-Benioff zónák körüli szeizmikus tevékenység modellezésében történt előrehaladásnak.
Alapvető szerepe volt a mélyóceáni fenék kutatásának – a tengergeológia az 1960-as években gyors fejlődésnek indult. A 60-as évek végére kialakult a lemeztektonikai elmélet és azóta általánosan elfogadott. Az elmélet forradalmi jelentőségű volt a földtudományok számára, hiszen alkalmas volt számos különálló geológia jelenség megmagyarázására.

## Alapelvei
A Föld külső rétegeinek szétválasztása litoszférára és asztenoszférára mechanikai különbségeik és hőátadási tulajdonságaik alapján történt. A litoszféra hidegebb és merevebb, az asztenoszféra melegebb és mechanikusan gyengébb. A litoszféra hőt veszít a kondukció útján, az asztenoszféra ugyanakkor konvekcióval szállítja a hőt és rendelkezik egy csaknem adiabatikus (csaknem állandó hőmérsékletet mutató) hőmérsékleti gradienssel.
Ez a felosztás nem keverendő össze a Föld kémiai jellegű felosztásával földmagra, földköpenyre és földkéregre, hiszen a litoszféra földkérget és földköpenyt egyaránt tartalmaz. A köpeny egy adott része időben változóan lehet része a litoszférának és az asztenoszférának is, a hőmérséklettől, a nyomástól és a vetemedési erőtől függően. A tektonikai alapelv szerint a litoszféra különálló tektonikai lemezek formájában létezik, amelyek a folyadékszerűen viselkedő (viszkoelasztikus) asztenoszférán úsznak. Mozgásuk sebessége az évi néhány millimétertől (a köröm növekedési sebessége) a 15 centiméterig (a haj növekedési sebessége) terjedhet.
A tektonikai lemezek mintegy száz kilométer vastagságúak és litoszferikus köpenyanyagból állnak, amelyen vagy óceáni kéreg (régi szövegekben a sima mozaikszó jelölheti a szilícium és a magnézium elemek nevéből) vagy kontinentális kéreg (régebben sial, a szilícium és az alumínium nevéből) rétege terül el.
A lemezek a lemezszegélyek mentén érintkeznek egymással és ezeken a vonalakon olyan geológia jelenségek tapasztalhatóak, mint a földrengések, a hegységképződés, a vulkáni tevékenység, illetve az óceáni árkok kialakulása. A világ aktív vulkánjainak többsége lemezszegélyeknél helyezkedik el, leghíresebb csoportjuk a Cirkumpacifikus-hegységrendszer tűzgyűrűje.
A fő tektonikai lemezek kontinentális és óceáni kérget egyaránt tartalmazhatnak és tipikusan tartalmazzák is mindkettőt. Például az afrikai-lemez tartalmazza az afrikai kontinenst és az Atlanti-óceán és az Indiai-óceán ágyának területeit is. Az óceáni kéreg sűrűbb, mint a kontinentális, mert kevesebb szilíciumot és több nehezebb elemet tartalmaz. Ennek következtében általában a tengerszint alatt fekszik (mint például a csendes-óceáni lemez javarésze), a kontinentális kéreg pedig a tengerszint felett (lásd még: izosztázia).

## A lemezszegélyek típusai

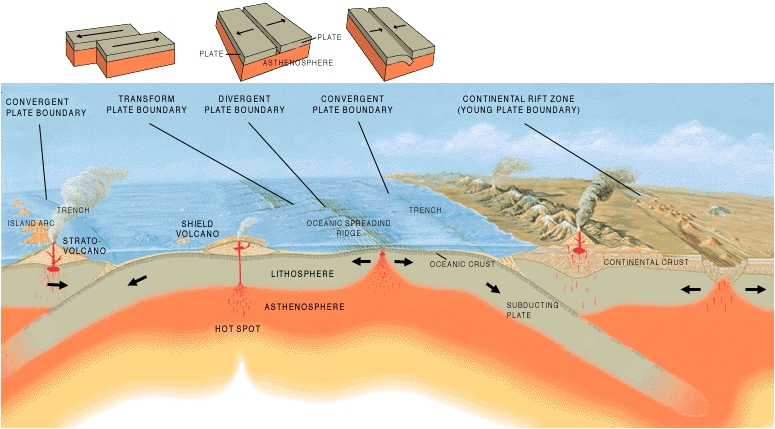
A lemezszegélyek három alaptípusa.

A lemezszegélyeknek háromféle fő típusa létezik, aszerint, hogy a két találkozó lemez mozgása egymáshoz képest milyen.
- Súrlódó vagy konzervatív szegély, amikor a lemezszegélyek egymással párhuzamosan mozognak, gyakran összesúrlódva. Példa erre a kaliforniai Szent András-törésvonal.
- Divergens vagy konstruktív szegély, amikor a két lemez egymástól távolodva sodródik. Köztük magma tör föl, hegységeket létrehozva. Ilyen például a Közép-Atlanti-hátság és az afrikai Nagy-hasadékvölgy.
- Konvergens vagy destruktív szegély (vagy aktív szegély), amikor a két lemez egymás felé sodródik, szubdukciós zónát létrehozva (amikor az egyik lemez a másik alá bukik), vagy kontinensütközést (ha két kontinentális kéreglemez találkozik). A mélytengeri árkokat általában szubdukciós zónákkal azonosítják. A súrlódás és az alábukó kőzettömeg felmelegedése következtében a vulkáni tevékenység ilyen szegélyek esetében szinte kivétel nélkül jelen van. Ilyen szegélyen alakult ki a dél-amerikai Andok hegység és a japán szigetív. Kontinentális lemezütközésre példa Eurázsia és a Dekkán-pajzs ütközése, aminek hatására a Himalája felgyűrődése folyik.

## A lemezmozgás hajtóerői

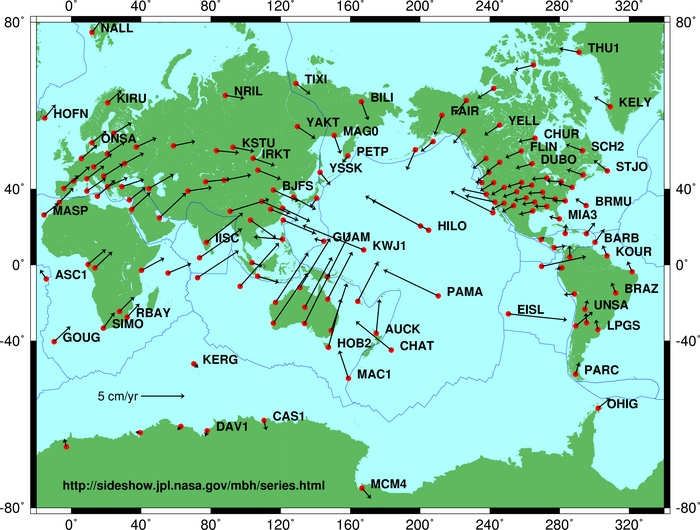
A lemezek mozgása GPS-mérések alapján. A nyilak hossza a sebességgel arányos.

A kéreglemezek az óceáni litoszféra viszonylagos sűrűbb volta és az asztenoszféra gyengesége miatt mozoghatnak. A lemeztektonikához a földköpenyből származó hő elnyelődése nyújtja az energiát, de az feltevés, hogy a lemezek az asztenoszféra konvekciós áramlatain passzívan mozognak, már nem elfogadott. Ehelyett a lemezmozgást a szubdukciós zónákban lesüllyedő óceáni litoszféra nagyobb sűrűsége hajtja. Amikor az óceánközépen kialakul, az óceáni litoszféra még kevésbé sűrű, mint az alatta lévő asztenoszféra. Idővel, ahogy hűl és vastagodik, sűrűbbé válik, s emiatt a szubdukciós zónákban lesüllyed.

### Angol nyelvű
- Mozgókép az elmúlt 750 millió éve tektonikai mozgásairól.
- Mozgókép egyes régiók és kisebb periódusok mozgásairól.
- Easy-to-draw illustrations for teaching plate tectonics – egyszerű rajzos lemeztektonikai magyarázatok.
- An explanation of tectonic forces – Magyarázatok a tektonikai erőkre
- Bird, P. (2003) An updated digital model of plate boundaries also available as a large (13 mb) PDF file
- Map of tectonic plates Archiválva 2017. január 12-i dátummal a Wayback Machine-ben – A tektonikai lemezek térképe
- MantlePlumes.org, the website that hosts the debate concerning whether deep mantle plumes exist or not